# Panakkad Sayeed Mohammedali Shihab Thangal

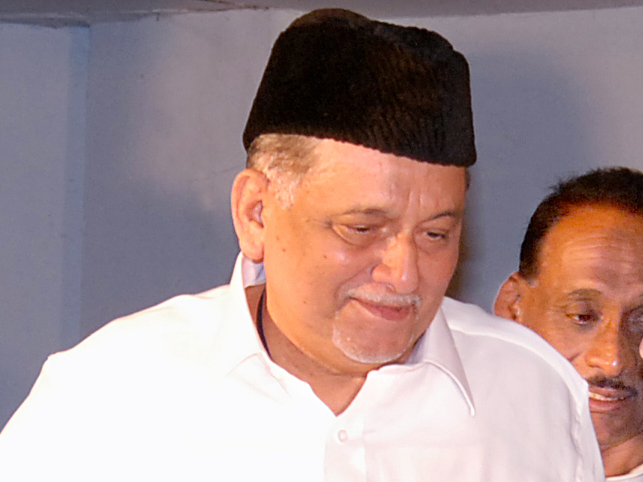
Foto uit 2008

Panakkad Syed Mohammedali Shihab Thangal (Malayalam: പാണക്കാട് മുഹമ്മദലി ശിഹാബ് തങ്ങള്‍) (Malappuram, 4 mei 1936 - aldaar, 1 augustus 2009) was een Indiaas politicus en islamgeleerde.
Hij was sinds 1975 het hoofd van het comité van de "Moslimliga van de Indiase Unie" in de staat Kerala, na het overlijden van zijn vader. Shihab Thangal was een lid van de Thangalfamilie, die beweert af te stammen van de profeet Mohammed. Hij overleed in augustus 2009 na een val in zijn badkamer door een hartaanval.